# Games EduUu
Games EduUu é um canal brasileiro da plataforma YouTube, focado principalmente em jogos eletrônicos, memes e machinimas, criado por Eduardo Vieira (nascido em 11 de abril de 1991), mais conhecido como "Edu", em 10 de setembro de 2011. Possui 12,4 milhões de inscritos e 3,6 bilhões de visualizações totais, em 29 de março de 2025. Atualmente Games EduUu tem 1,1 mil vídeos.
Seu primeiro vídeo foi publicado em 28 de setembro de 2011, sendo uma gameplay do jogo Driver: San Francisco. Em 7 de novembro de 2014, mostrou seu rosto pela primeira vez, ao atingir cem mil inscritos. Em 13 de outubro de 2021, alcançou a marca de dez milhões de inscritos.
Em 24 de março de 2022, era o 79º canal com mais inscritos, e 88º com mais visualizações, do Brasil. Em 2019, Games EduUu foi indicado no Prêmio Cubo de Ouro para Personalidade Geek do Ano. Em 2020, ficou no top 10 do Prêmio iBest para Conteúdo de Games. Foi citado como inspiração para o jogador profissional de Garena Free Fire Piuzinho.

## Prêmios e indicações
| 2019 | Prêmio Cubo de Ouro | Personalidade Geek do Ano        | Games EduUu | Indicado | [ 10 ] |      |  |              |                     |        |      |
| 2020 | Prêmio iBest        | Conteúdo de Games (Júri Oficial) | Games EduUu | Top 10   | [ 11 ] | 2025 |  | Prêmio iBest | Gamer Influenciador | Top 10 | 10}} |